# 沈仁道
沈仁道（1938年5月28日—），男，汉族，江苏扬中人，中华人民共和国政治人物，曾任北京市政协副主席，第八、九届全国政协委员。